# Kolovai
Kolovai è un distretto delle Tonga della divisione di Tongatapu con 4 299 abitanti (censimento 2021).

## Località
Di seguito l'elenco dei villaggi del distretto:
- Kolovai - 563 abitanti
- Te'ekiu - 654 abitanti
- Masilamea - 284 abitanti
- Fahefa - 489 abitanti
- Ha'utu - 216 abitanti
- Kala'au - 164 abitanti
- Fo'ui - 626 abitanti
- Ha'avakatolo - 214 abitanti
- 'Ahau - 399 abitanti
- Kanokupolu - 354 abitanti
- Ha'atafu - 230 abitanti
- Atatā - 106 abitanti

Il villaggio di Kolovai è noto per la sua lakalaka, la danza nazionale di Tonga. È stato, inoltre, proposto un monumento nazionale per preservare il sito dell'albero di coca dove i membri della dinastia Tu'i Kanokupolu ricevettero l'investitura. Il villaggio ospita una grande colonia di volpi volanti del Pacifico, una specie di pipistrello della frutta.

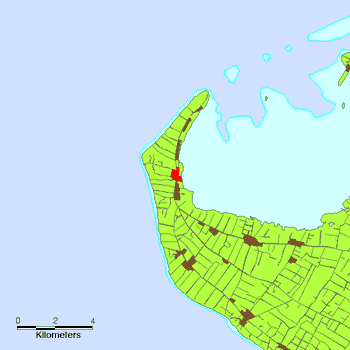
Posizione del villaggio di Kolovai, sull'isola di Tongatapu.
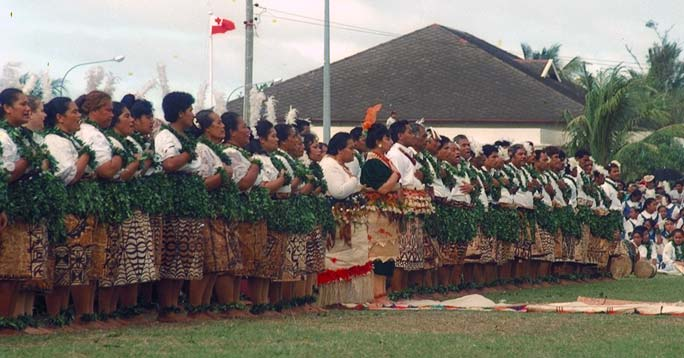
La Lakalaka.